# 익스트림 시네마
익스트림 시네마(Extreme cinema)는 과도한 폭력, 고문, 섹스의 이용으로 구별되는 영화 장르이다. 21세기에 아시아 영화의 인기가 상승하면서 익스트림 시네마의 성장에 기여했으나 익스트림 시네마는 지금도 컬트 기반 장르로 인식된다.

## 저명한 영화
- 세르비안 필름
- 아우슈비츠 (2011년 영화)
- 고무 인간의 최후
- 잉태 (영화)
- 데드 얼라이브
- 칼리굴라 (영화)
- 홀로코스트 (1980년 영화)
- 크래쉬 (1996년 영화)
- 송곳니 (영화)
- 퍼니 게임
- 헬레이저
- 공포의 휴가길
- 호스텔 (영화)
- 휴먼 센티피드
- 네 무덤에 침을 뱉어라
- 감각의 제국
- 돌이킬 수 없는 (2002년 영화)
- 아이 스탠드 얼로운 (영화)
- 왼편 마지막 집 (1972년 영화)
- 개를 문 사나이
- 마터스: 천국을 보는 눈
- 미스테리어스 스킨
- 올드보이
- 핑크 플라밍고
- 람보 4: 라스트 블러드
- 리애니메이터
- 레퀴엠 (2000년 영화)
- 살로 소돔의 120일
- 쏘우 (영화)
- 애꾸라 불린 여자
- 안달루시아의 개

## 저명한 감독
- 피터 잭슨
- 웨스 크레이븐
- 우베 볼
- 브뤼노 뒤몽
- 라르스 폰 트리어
- 미이케 다카시
- 가스파 노에
- 피에르 파올로 파솔리니
- 소노 시온
- 로이드 코프먼

## 같이 보기
- 엑스플로이테이션 영화
- 도그마 95
- 잘로